# Nekrolog August 2022
Nekrolog
◄◄
| ◄
| 2018
| 2019
| 2020
| 2021
| 2022 | 2023 | 2024 | 2025
Januar |
Februar |
März |
April |
Mai |
Juni |
Juli |
August |
September |
Oktober |
November |
Dezember 2022
Weitere Ereignisse | Allgemeiner Nekrolog 2022
Die Beschreibung der verstorbenen Person sollte so kurz wie möglich gehalten sein und nur deren signifikante Tätigkeit(en) enthalten.
Neue Namen ggf. auch unter dem Geburts- und Sterbedatum, also etwa unter 1. Januar und im Geburts- und Sterbejahr (2024) eintragen (nur bei entsprechender großer Wichtigkeit). Für Beispiele siehe die schon vorhandenen Artikel.
Außerdem über die fünf zuletzt Verstorbenen, zu denen es einen ausreichend guten Artikel für eine Präsentation auf der Hauptseite gibt, nach der todesbedingten Überarbeitung der Artikel ggf. auch unter Wikipedia Diskussion:Hauptseite informieren und sie am besten auch in den anderen Wikipedia-Sprachversionen eintragen. Tipp: Regelmäßig bei news.google.de nach „ist tot“, „gestorben“ oder „verstorben“ suchen.
Wenn eine Person gestorben ist, gibt es viele Seiten zu dieser Person in der Wikipedia, die davon auch betroffen sind und entsprechend aktualisiert werden müssen. Beispiele: Namenübersichtsseite, Geburtsjahr, Geburtsort-Seiten und viele mehr.
Wie finde ich die betroffenen Seiten?
Im Suchfeld auf der linken Seite gibt man den Suchbegriff so ein: „Vorname Nachname“. Dann klickt man auf Volltext und alle Seiten mit entsprechendem Suchtext werden aufgerufen. Hier sieht man dann schnell, wo auch das Todesjahr Sinn macht oder sogar ein Teil des Artikels angepasst werden muss. Auch hilft das „Werkzeug“ auf der linken Seite sehr gut, um solche Seiten aufzufinden: „Links auf diese Seite“. Somit ist die Wikipedia wieder aktuell in allen Bereichen! Hinweis: bei Eintragung der Kategorie „Gestorben JAHR“ wird der Missbrauchsfilter 49 ausgelöst, was jedoch nicht schlimm ist. Siehe: Spezial:Missbrauchsfilter/49
Dies ist eine Liste von im August 2022 verstorbenen bekannten Persönlichkeiten. Die Einträge erfolgen innerhalb der einzelnen Daten alphabetisch sortiert. Tiere sind im Nekrolog für Tiere zu finden.

## August
Bearbeitungshinweis: Neue Todesfälle bitte absteigend nach Tagen geordnet eintragen. Die Todesfälle desselben Tages bitte in alphabetischer Reihenfolge einfügen.
| Tag        | Name                                 | Beruf, bekannt als                                                                    | Alter | Beleg |
| ---------- | ------------------------------------ | ------------------------------------------------------------------------------------- | ----- | ----- |
| 31. August | Fritz F. Bösch                       | Schweizer Unternehmer                                                                 | 88    |       |
| 31. August | Lorraine Botha                       | südafrikanische Politikerin                                                           | 57    |       |
| 31. August | Ted Butterman                        | US-amerikanischer Jazzmusiker                                                         | 87    |       |
| 31. August | Normand Chaurette                    | kanadischer Dramatiker                                                                | 68    |       |
| 31. August | François Fricker                     | Schweizer Mathematiker                                                                | 82    |       |
| 31. August | Ken Hitchcock                        | US-amerikanischer Jazzmusiker                                                         | 66    |       |
| 31. August | Klaudia Hornung                      | deutsche Ruderin                                                                      | 60    |       |
| 31. August | Hartmut Kuczewski                    | deutscher Maler                                                                       | 73    |       |
| 31. August | Domingo Liotta                       | argentinischer Arzt                                                                   | 97    |       |
| 31. August | Mary Noel Menezes                    | guyanische Nonne und Historikerin                                                     | 92    |       |
| 31. August | Pang Yŏng-ung                        | südkoreanischer Schriftsteller                                                        | 80    |       |
| 31. August | Signe Persson-Melin                  | schwedische Designerin                                                                | 97    |       |
| 31. August | Heinrich Reiter                      | deutscher Jurist                                                                      | 92    |       |
| 31. August | Lee Thomas                           | US-amerikanischer Baseballspieler                                                     | 86    |       |
| 31. August | Bill Turnbull                        | britischer Journalist und Fernsehmoderator                                            | 66    |       |
| 31. August | David Young                          | britischer Bassist, Gitarrist, Toningenieur und Musikproduzent                        | 73    |       |
| 31. August | Charles Wilson                       | britischer Journalist und Zeitungsherausgeber                                         | 87    |       |
| 30. August | Gheorghe Berceanu                    | rumänischer Ringer                                                                    | 72    |       |
| 30. August | Sören Boström                        | schwedischer Bandy-Spieler                                                            | 74    |       |
| 30. August | Eve Borsook                          | kanadisch-US-amerikanische Kunsthistorikerin, Lehrerin und Autorin                    | 92    |       |
| 30. August | Chancy Croft                         | US-amerikanischer Politiker (Alaska)                                                  | 85    |       |
| 30. August | Ludmila Diaconu-Sulac                | moldawische Geigerin                                                                  | 73    |       |
| 30. August | Karel Eykman                         | niederländischer Kinder- und Jugendbuch- sowie Drehbuchautor                          | 86    |       |
| 30. August | Irwin Glusker                        | US-amerikanischer Buch- und Zeitschriftendesigner                                     | 98    |       |
| 30. August | Michail Gorbatschow                  | sowjetischer bzw. russischer Politiker                                                | 91    |       |
| 30. August | Francesc Granell                     | spanischer Wirtschaftswissenschaftler und Akademiker                                  | 78    |       |
| 30. August | Fauziyya Hassan                      | maledivische Schauspielerin                                                           | 80    |       |
| 30. August | Brian Herbinson                      | kanadischer Vielseitigkeitsreiter                                                     | 91    |       |
| 30. August | Alexander Ismodenow                  | russischer Bandy-Spieler und Trainer                                                  | 84    |       |
| 30. August | Jaak Kangilaski                      | estnischer Kunsthistoriker                                                            | 82    |       |
| 30. August | Josef Theo Kellerhaus                | deutscher Theologe, Psychologe und Psychotherapeut                                    | 71    |       |
| 30. August | Ruth Lapide                          | deutsche Theologin und Historikerin                                                   | 93    |       |
| 30. August | Don L. Lind                          | US-amerikanischer Astronaut                                                           | 92    |       |
| 30. August | Tadeusz Myler                        | polnischer Politiker                                                                  | 73    |       |
| 30. August | Liu Shunsong                         | taiwanischer Politiker                                                                | 69    |       |
| 30. August | Ron Logan                            | US-amerikanischer Unternehmer                                                         | 84    |       |
| 30. August | Alexander Skulski                    | russischer Dirigent                                                                   | 80    |       |
| 30. August | Alexander Wedenin                    | russischer Eiskunstläufer                                                             | 75    |       |
| 30. August | Mitsuhiro Yoshida                    | japanischer Spieleentwickler                                                          | ?     |       |
| 29. August | Houari Amri                          | französischer Box- und Fitnesstrainer                                                 | 67    |       |
| 29. August | Mick Bates                           | walisischer Politiker                                                                 | 74    |       |
| 29. August | Rolf Canal                           | Schweizer Fotograf                                                                    | 63    |       |
| 29. August | Lou Caputo                           | US-amerikanischer Jazzmusiker                                                         | 74    |       |
| 29. August | Paul-Marie Cao Ðình Thuyên           | vietnamesischer Bischof                                                               | 95    |       |
| 29. August | Charlbi Dean                         | südafrikanische Schauspielerin und Model                                              | 32    |       |
| 29. August | Camilo Guevara                       | kubanischer Dokumentar                                                                | 60    |       |
| 29. August | John Ørsted Hansen                   | dänischer Ruderer                                                                     | 83    |       |
| 29. August | Nancy Hiller                         | US-amerikanische Tischlerin, Möbeldesignerin und Autorin                              | 63    |       |
| 29. August | Manzoor Hussain                      | pakistanischer Hockeyspieler                                                          | 63    |       |
| 29. August | Patrick McGeer                       | kanadischer Basketballspieler und Arzt, Gesundheitswissenschaftler und Politiker      | 95    |       |
| 29. August | Franz-Joseph Meißner                 | deutscher Romanist                                                                    | 76    |       |
| 29. August | Gwendolyn Midlo Hall                 | US-amerikanische Historikerin und Bürgerrechtsaktivistin                              | 93    |       |
| 29. August | Jai Ram Reddy                        | fidschianischer Politiker                                                             | 85    |       |
| 29. August | Rigoberto Riasco                     | panamaischer Profiboxer                                                               | 69    |       |
| 29. August | Bruce Roberts                        | kanadischer Illustrator                                                               | 76    |       |
| 29. August | Bernd Michael Rode                   | österreichischer Chemiker                                                             | 76    |       |
| 29. August | Michael Schmid-Ospach                | deutscher Journalist und Filmfunktionär                                               | 77    |       |
| 29. August | Abhijit Sen                          | indischer Ökonom und Wirtschaftswissenschaftler                                       | 72    |       |
| 29. August | Melvin Sokolsky                      | US-amerikanischer Fotograf                                                            | 88    |       |
| 29. August | Hans-Christian Ströbele              | deutscher Politiker und Rechtsanwalt                                                  | 83    |       |
| 29. August | Henning Tolle                        | deutscher Mathematiker und Hochschullehrer                                            | 90    |       |
| 29. August | John P. Varkey                       | indischer Gitarrist, Songwriter und Komponist                                         | 52    |       |
| 29. August | John Wermer                          | US-amerikanischer Mathematiker                                                        | 95    |       |
| 29. August | Yoo Joo-eun                          | südkoreanische Schauspielerin                                                         | 27    |       |
| 29. August | Ernie Zampese                        | US-amerikanischer American-Football-Trainer                                           | 86    |       |
| 28. August | Stefan Arczyński                     | deutsch-polnischer Fotograf                                                           | 106   |       |
| 28. August | Gilbert Cawood                       | neuseeländischer Ruderer                                                              | 82    |       |
| 28. August | Vincent Cheng Hoi-chuen              | Hongkong-chinesischer Bankmanager                                                     | 74    |       |
| 28. August | Ralph Eggleston                      | US-amerikanischer Animator, Artdirector und Szenenbildner                             | 56    |       |
| 28. August | Roger-Claude Guignard                | Schweizer Segler                                                                      | 87    |       |
| 28. August | Frank Hailey                         | US-amerikanischer Jazzpianist                                                         | 79    |       |
| 28. August | Alfred Hala                          | österreichischer Fußballspieler                                                       | 71    |       |
| 28. August | Kamen Kostadinow                     | bulgarischer Politiker                                                                | 51    |       |
| 28. August | Oleksij Kowaljow                     | ukrainischer Politiker                                                                | 33    |       |
| 28. August | Uwe Lindau                           | deutscher Künstler                                                                    | ≈72   |       |
| 28. August | Gastone Simoni                       | italienischer Bischof                                                                 | 85    |       |
| 28. August | Franz Tartarotti                     | deutsch-italienischer Journalist                                                      | 80    |       |
| 28. August | Peter Zurbriggen                     | Schweizer Erzbischof                                                                  | 79    |       |
| 27. August | Georges Al Rassi                     | libanesischer Schauspieler, Sänger, Model, Musiker und Songwriter                     | 42    |       |
| 27. August | David Bailey                         | kanadischer Leichtathlet                                                              | 77    |       |
| 27. August | Georg-Alexander Hoyer                | deutscher Chemiker                                                                    | 87    |       |
| 27. August | Jason Jenkins                        | US-amerikanischer American-Football-Funktionär                                        | 47    |       |
| 27. August | Gavin W. Jones                       | australischer Demograf                                                                | 81    |       |
| 27. August | Suleiman Kangangi                    | kenianischer Radrennfahrer                                                            | 33    |       |
| 27. August | Karl Lamers                          | deutscher Politiker                                                                   | 86    |       |
| 27. August | Robert LuPone                        | US-amerikanischer Schauspieler und künstlerischer Leiter                              | 76    |       |
| 27. August | Annerose Matz-Donath                 | deutsche Journalistin, Opfer des Stalinismus                                          | 98    |       |
| 27. August | Enrique Mesri                        | argentinischer Mediziner                                                              | ?     |       |
| 27. August | Elisabeth Meyer-Renschhausen         | deutsche Soziologin                                                                   | 73    |       |
| 27. August | Helmut Milzow                        | deutscher Militär                                                                     | 90    |       |
| 27. August | Robert Mitchell                      | britischer Shorttracker                                                               | 50    |       |
| 27. August | Neena Pacholke                       | US-amerikanische Fernsehmoderatorin                                                   | 27    |       |
| 27. August | Vicenç Pagès i Jordà                 | spanischer Schriftsteller                                                             | 58    |       |
| 27. August | Mogens Palle                         | dänischer Boxpromoter                                                                 | 88    |       |
| 27. August | Manolo Sanlúcar                      | spanischer Flamencogitarrist und Komponist                                            | 78    |       |
| 27. August | Theodor Heinrich Schiebler           | deutscher Anatom                                                                      | 99    |       |
| 27. August | Edda Seidl-Reiter                    | österreichische Textilkünstlerin und Malerin                                          | 82    |       |
| 27. August | Milutin Šoškić                       | jugoslawischer bzw. serbischer Fußballspieler                                         | 84    |       |
| 27. August | Ferenc Stámusz                       | ungarischer Radrennfahrer                                                             | 88    |       |
| 27. August | Friedrich Tenkrat                    | österreichischer Schriftsteller                                                       | 82    |       |
| 27. August | Emilio Trivini                       | italienischer Ruderer                                                                 | 84    |       |
| 27. August | Horst Vetter                         | deutscher Politiker                                                                   | 94    |       |
| 27. August | Edgar Wildfeuer                      | polnischer Holocaustüberlebender                                                      | 98    |       |
| 27. August | Renate Wolter-Seevers                | deutsche Tonmeisterin                                                                 | 63    |       |
| 26. August | Fredi Alder                          | Schweizer Politiker                                                                   | 79    |       |
| 26. August | Clyde N. Baker                       | US-amerikanischer Geotechniker                                                        | 92    |       |
| 26. August | Alberto Balocco                      | italienischer Unternehmer                                                             | 56    |       |
| 26. August | Juan Carlos Denis                    | argentinischer Bassist                                                                | 72    |       |
| 26. August | Fil Filipow                          | bulgarischer Unternehmer und Investor                                                 | 75    |       |
| 26. August | Graziella Galvani                    | italienische Schauspielerin                                                           | 91    |       |
| 26. August | Günter Gawlick                       | deutscher Philosoph und Philosophiehistoriker                                         | 92    |       |
| 26. August | Ronald J. Glasser                    | US-amerikanischer Arzt und Buchautor                                                  | 83    |       |
| 26. August | Jean-Claude Idée                     | französisch-belgischer Regisseur                                                      | 70    |       |
| 26. August | Carmen Jähnke                        | deutsche Politikerin                                                                  | 75    |       |
| 26. August | Thomas Köves-Zulauf                  | deutscher Altphilologe                                                                | 99    |       |
| 26. August | William V. McBride                   | US-amerikanischer Offizier, General der US Air Force                                  | 100   |       |
| 26. August | Jože Mencinger                       | jugoslawischer bzw. slowenischer Ökonom und Politiker                                 | 81    |       |
| 26. August | Roland Mesnier                       | französisch-US-amerikanischer Konditor und Kochbuchautor                              | 78    |       |
| 26. August | Franz Peter Schmidtchen              | deutscher Chemiker                                                                    | 75    |       |
| 26. August | Espen Skjønberg                      | norwegischer Schauspieler                                                             | 98    |       |
| 26. August | Karl Heinz Stadler                   | deutscher Sportfunktionär                                                             | 90    |       |
| 26. August | Amy Stechler                         | US-amerikanische Dokumentarfilmerin und Filmeditorin                                  | 67    |       |
| 26. August | Jalaluddin Umri                      | indischer Islamwissenschaftler                                                        | 87    |       |
| 26. August | Slavko Večerin                       | serbischer Bischof                                                                    | 65    |       |
| 26. August | Hana Zagorová                        | tschechische Singer-Songwriterin, Schauspielerin und Moderatorin                      | 75    |       |
| 25. August | Happy Bhavsar                        | indische Schauspielerin                                                               | 45    |       |
| 25. August | Kimmo Blom                           | finnischer Sänger                                                                     | 52    |       |
| 25. August | Joey DeFrancesco                     | US-amerikanischer Jazzorganist                                                        | 51    |       |
| 25. August | Fernand Delort                       | französischer Radrennfahrer                                                           | 86    |       |
| 25. August | Régis Durand                         | französischer Kunstkritiker und Ausstellungskurator                                   | 80    |       |
| 25. August | Dave Elcock                          | trinidadischer Rundfunkmoderator                                                      | 78    |       |
| 25. August | Siegfried Filippi                    | deutscher Mathematiker                                                                | 92    |       |
| 25. August | Inez Foxx                            | US-amerikanische Sängerin                                                             | 84    |       |
| 25. August | Enzo Garinei                         | italienischer Schauspieler                                                            | 96    |       |
| 25. August | Kurt Gottfried                       | österreichisch-US-amerikanischer Theoretischer Physiker                               | 93    |       |
| 25. August | Fermín Hontou                        | uruguayischer Karikaturist                                                            | 65    |       |
| 25. August | Peter Ibrik                          | deutscher Regisseur, Theaterdozent, Schauspieler und Intendant                        | 84    |       |
| 25. August | Philippe Jeusette                    | belgischer Schauspieler                                                               | 56    |       |
| 25. August | Heribert Johlen                      | deutscher Jurist und Autor                                                            | 85    |       |
| 25. August | Mable John                           | US-amerikanische Sängerin                                                             | 91    |       |
| 25. August | Ken Jones                            | walisischer Rugbyspieler                                                              | 81    |       |
| 25. August | Werner Juza                          | deutscher Maler, Zeichner und Grafiker                                                | 98    |       |
| 25. August | Dale Joseph Melczek                  | US-amerikanischer Bischof                                                             | 83    |       |
| 25. August | Mani Nagaraj                         | indischer Regisseur und Drehbuchautor                                                 | 45    |       |
| 25. August | Nel Noddings                         | US-amerikanische Erziehungswissenschaftlerin, Feministin und Philosophin              | 93    |       |
| 25. August | Ivana Pleinerová                     | tschechische Archäologin                                                              | 93    |       |
| 25. August | Giles Radice                         | britischer Gewerkschaftsfunktionär und Politiker                                      | 85    |       |
| 25. August | Radovan Radović                      | jugoslawischer Basketballspieler                                                      | 86    |       |
| 25. August | John Mercer Reid                     | kanadischer Politiker                                                                 | 85    |       |
| 25. August | Theo Richmond                        | britischer Dokumentarfilmer                                                           | 93    |       |
| 25. August | Horst Schäfer                        | deutscher Fotograf                                                                    | 89    |       |
| 25. August | José Domingo Setién Fernández        | mexikanischer Baseballchronist                                                        | 79    |       |
| 25. August | Andrei Slawnow                       | sowjetischer bzw. russischer Physiker                                                 | 82    |       |
| 25. August | Peter Stolt                          | deutscher Pastor, Hochschulrektor, Kirchenhistoriker und Autor                        | 95    |       |
| 25. August | Saawan Kumar Tak                     | indischer Regisseur und Produzent                                                     | 86    |       |
| 25. August | Andrea Teo                           | singapurische Regisseurin und Produzentin                                             | 56    |       |
| 25. August | Elly Tumwine                         | ugandischer Offizier                                                                  | 68    |       |
| 25. August | Herman Van Springel                  | belgischer Radrennfahrer                                                              | 79    |       |
| 24. August | Hérard Abraham                       | haitianischer Generalleutnant und Politiker                                           | 82    |       |
| 24. August | Irmhild Bärend                       | deutsche Journalistin                                                                 | 83    |       |
| 24. August | Devidhan Besra                       | indischer Politiker                                                                   | 77    |       |
| 24. August | Len Dawson                           | US-amerikanischer American-Football-Spieler                                           | 87    |       |
| 24. August | Jorge Domínguez                      | argentinischer Politiker                                                              | 77    |       |
| 24. August | Charlie Finch                        | US-amerikanischer Kunstkritiker                                                       | 68    |       |
| 24. August | Herman Heunis                        | namibischer Unternehmer                                                               | 63    |       |
| 24. August | Kazuo Inamori                        | japanischer Unternehmer                                                               | 90    |       |
| 24. August | Harry Liehr                          | deutscher Politiker                                                                   | 95    |       |
| 24. August | Clive F. Mann                        | britischer Ornithologe                                                                | ≈80   |       |
| 24. August | Nicola Materazzi                     | italienischer Ingenieur                                                               | 83    |       |
| 24. August | Tomás Muñoz                          | spanischer Labelbetreiber und Musikmanager                                            | 88    |       |
| 24. August | Tim Page                             | britischer Fotograf                                                                   | 78    |       |
| 24. August | Lily Renée                           | österreichisch-US-amerikanische Künstlerin                                            | 101   |       |
| 24. August | William Reynolds                     | US-amerikanischer Schauspieler                                                        | 90    |       |
| 24. August | Mahbub Talukder                      | bangladeschischer Autor und Politiker                                                 | 80    |       |
| 24. August | Joe E. Tata                          | US-amerikanischer Schauspieler                                                        | 85    |       |
| 24. August | Kallistos Ware                       | britischer Bischof                                                                    | 87    |       |
| 24. August | Peter Zimmermann                     | deutscher Datenschützer                                                               | 78    |       |
| 23. August | Barbara Cunningham                   | australische Turnerin und Eisschnellläuferin                                          | 96    |       |
| 23. August | Esther Cooper Jackson                | US-amerikanische Bürgerrechtsaktivistin                                               | 105   |       |
| 23. August | Rolando Cubela                       | kubanischer Revolutionär                                                              | 89    |       |
| 23. August | Carlos Duarte                        | portugiesischer Fußballspieler                                                        | 89    |       |
| 23. August | Ursel Fuchs                          | deutsche Journalistin und Sachbuchautorin                                             | 85    |       |
| 23. August | Abdelhak Khiam                       | marokkanischer Geheimdienstler                                                        | 64    |       |
| 23. August | Larry Laudan                         | US-amerikanischer Wissenschaftstheoretiker                                            | 80    |       |
| 23. August | Luiz Mancilha Vilela                 | brasilianischer Erzbischof                                                            | 80    |       |
| 23. August | Vytjie Mentor                        | südafrikanische Politikerin                                                           | 58    |       |
| 23. August | Raffaele Mauro Petriccione           | italienischer EU-Beamter und Generaldirektor                                          |       |       |
| 23. August | Lew Pitajewski                       | sowjetischer bzw. russischer Physiker                                                 | 89    |       |
| 23. August | Gerald Potterton                     | britisch-kanadischer Animator, Filmregisseur und -produzent                           | 91    |       |
| 23. August | Julian Robertson                     | US-amerikanischer Unternehmer                                                         | 90    |       |
| 23. August | Rhodes Spedale                       | US-amerikanischer Jazzpianist und Autor                                               | 84    |       |
| 23. August | Martha Steegmüller                   | deutsche Unternehmerin                                                                | 86    |       |
| 23. August | Dietmar Stüdemann                    | deutscher Diplomat, Jurist und Ökonom                                                 | 80    |       |
| 23. August | Creed Taylor                         | US-amerikanischer Musikproduzent                                                      | 93    |       |
| 23. August | S. V. Venugopan Nair                 | indischer Schriftsteller                                                              | 77    |       |
| 23. August | Rab Wardell                          | britischer Mountainbiker                                                              | 37    |       |
| 23. August | Winfried Wiegand                     | deutscher Museumsdirektor                                                             | 66    |       |
| 22. August | Jerry Allison                        | US-amerikanischer Schlagzeuger und Songwriter                                         | 82    |       |
| 22. August | Eric Ash                             | deutsch-britischer Elektroingenieur                                                   | 93    |       |
| 22. August | Ernesto Bacallao                     | kubanischer Sänger                                                                    | 64    |       |
| 22. August | Hans Manfred Bock                    | deutscher Politikwissenschaftler und Komparatist                                      | 82    |       |
| 22. August | Edmund Borowski                      | polnischer Leichtathlet                                                               | 77    |       |
| 22. August | Jaimie Branch                        | US-amerikanische Trompeterin                                                          | 39    |       |
| 22. August | Shalom Cohen                         | israelischer Rabbiner                                                                 | 91    |       |
| 22. August | Heo Dae-man                          | südkoreanischer Politiker                                                             | 53    |       |
| 22. August | David Douglas-Home, 15. Earl of Home | britischer Politiker                                                                  | 78    |       |
| 22. August | Klaus Hansmann                       | deutscher Verwaltungsjurist und Hochschullehrer                                       | 86    |       |
| 22. August | Grzegorz Jaroszewski                 | polnischer Radrennfahrer                                                              | 67    |       |
| 22. August | Reinhard Kupietz                     | deutscher Politiker                                                                   | 67    |       |
| 22. August | Héctor Moni                          | argentinischer Ruderer                                                                | 86    |       |
| 22. August | Tycho Q. Mrsich                      | deutscher Ägyptologe                                                                  | 96    |       |
| 22. August | György Pásztor                       | ungarischer Eishockeyspieler und Sportfunktionär                                      | 99    |       |
| 22. August | Ángel Ritro                          | argentinischer Sänger                                                                 | 83    |       |
| 22. August | Henning Siedentopf                   | deutscher Musikwissenschaftler und Komponist                                          | 84    |       |
| 22. August | Theo Sommer                          | deutscher Historiker und Publizist                                                    | 92    |       |
| 22. August | Mohamed Sourour                      | marokkanischer Boxer                                                                  | 82    |       |
| 22. August | António de Sousa Braga               | portugiesischer Bischof                                                               | 81    |       |
| 22. August | Fredy Studer                         | Schweizer Schlagzeuger                                                                | 74    |       |
| 22. August | Alexander Thumfart                   | deutscher Politikwissenschaftler und Hochschullehrer                                  | 62    |       |
| 22. August | Margaret Urlich                      | neuseeländische Sängerin                                                              | 57    |       |
| 22. August | Rembert Weakland                     | US-amerikanischer Erzbischof                                                          | 95    |       |
| 21. August | Abolfasl Alidschani                  | iranischer General                                                                    | ?     |       |
| 21. August | Stuart Anstis                        | britischer Gitarrist                                                                  | 48    |       |
| 21. August | Michael Bourne                       | US-amerikanischer Musikjournalist und Rundfunkmoderator                               | 75    |       |
| 21. August | Gérard Chouchan                      | französischer Filmregisseur                                                           | ≈86   |       |
| 21. August | E. Bryant Crutchfield                | US-amerikanischer Manager und Erfinder                                                | 85    |       |
| 21. August | Vincent Gil                          | australischer Schauspieler                                                            | 83    |       |
| 21. August | Anabel Gutiérrez                     | mexikanische Schauspielerin                                                           | 89    |       |
| 21. August | Gert Irmer                           | deutscher Physiker und Hochschullehrer                                                | 78    |       |
| 21. August | Eduardo Méndez                       | uruguayischer Gitarrist                                                               | 71    |       |
| 21. August | Hans Meyer                           | deutscher Jurist und Hochschullehrer und -präsident                                   | 98    |       |
| 21. August | Carmen Montiel                       | argentinische Boxerin                                                                 | 57    |       |
| 21. August | Alexei Panshin                       | US-amerikanischer Science-Fiction-Autor und -Kritiker                                 | 82    |       |
| 21. August | Friedrich Schneider                  | deutscher Ingenieur                                                                   | 84    |       |
| 21. August | Oliver Frey                          | Schweizer Comiczeichner                                                               | 74    |       |
| 21. August | Monnette Sudler                      | US-amerikanische Jazzmusikerin                                                        | 70    |       |
| 21. August | Irvin Warrican                       | vincentinischer Cricketspieler                                                        | 56    |       |
| 21. August | Robert Williams                      | griechischer Musiker                                                                  | 72    |       |
| 20. August | Samar Banerjee                       | indischer Fußballspieler                                                              | 92    |       |
| 20. August | Nero Brandenburg                     | deutscher Moderator, Journalist, Sänger und Entertainer                               | 80    |       |
| 20. August | Civan Canova                         | türkischer Schauspieler                                                               | 67    |       |
| 20. August | Jonathan Destin                      | französischer Schriftsteller                                                          | 27    |       |
| 20. August | Darja Dugina                         | russische Journalistin und Aktivistin                                                 | 29    |       |
| 20. August | Gail Finney                          | US-amerikanische Politikerin                                                          | 63    |       |
| 20. August | Séamus Freeman                       | irischer Bischof                                                                      | 78    |       |
| 20. August | Pradeep Giri                         | nepalesischer Politiker                                                               | 74    |       |
| 20. August | Joan Gould                           | US-amerikanische Journalistin und Schriftstellerin                                    | 95    |       |
| 20. August | Helen Grayco                         | US-amerikanische Sängerin und Schauspielerin                                          | 97    |       |
| 20. August | Audun Heimdal                        | norwegischer Orientierungsläufer                                                      | 25    |       |
| 20. August | Franz Hummel                         | deutscher Komponist und Pianist                                                       | 83    |       |
| 20. August | Cláudia Jimenez                      | brasilianische Schauspielerin                                                         | 63    |       |
| 20. August | Maurice Kanbar                       | US-amerikanischer Unternehmer                                                         | 93    |       |
| 20. August | Werner Knechtli                      | Schweizer Hotelier                                                                    | 72    |       |
| 20. August | Susanne Krahe                        | deutsche Theologin und Autorin                                                        | 62    |       |
| 20. August | Alessandro Messina                   | kanadischer Radrennfahrer                                                             | 82    |       |
| 20. August | Jorge Milchberg                      | argentinischer Musiker und Komponist                                                  | 93    |       |
| 20. August | Patrick Nordmann                     | Schweizer Journalist und Komiker                                                      | 73    |       |
| 20. August | Nayyara Noor                         | pakistanische Sängerin                                                                | 71    |       |
| 20. August | Osthathios Pathros                   | indischer Bischof                                                                     | 58    |       |
| 20. August | Bram Peper                           | niederländischer Soziologe und Politiker                                              | 82    |       |
| 20. August | Paul Pidancet                        | deutscher Fußballspieler                                                              | 84    |       |
| 20. August | Syed Sibtey Razi                     | indischer Politiker                                                                   | 83    |       |
| 20. August | Heinrich Reiners                     | deutscher Diplomat                                                                    | 87    |       |
| 20. August | Zalo Reyes                           | chilenischer Sänger                                                                   | 69    |       |
| 20. August | Michael Schacht                      | deutscher Schauspieler                                                                | 81    |       |
| 20. August | Godfrey Stevens                      | chilenischer Boxer                                                                    | 84    |       |
| 20. August | Rubén Urueña                         | argentinischer Fußballfunktionär                                                      | 77    |       |
| 20. August | Leon Vitali                          | britischer Schauspieler                                                               | 74    |       |
| 20. August | Thomas Walde                         | deutscher Journalist                                                                  | 81    |       |
| 20. August | Tom Weiskopf                         | US-amerikanischer Golfspieler                                                         | 79    |       |
| 19. August | Elizabeth Bailey                     | US-amerikanische Wirtschaftswissenschaftlerin                                         | 83    |       |
| 19. August | Warren Bernhardt                     | US-amerikanischer Jazzpianist                                                         | 83    |       |
| 19. August | Johann-Tönjes Cassens                | deutscher Jurist und Politiker                                                        | 89    |       |
| 19. August | Raymonde Dien                        | französische Kommunistin und Friedensaktivistin                                       | 93    |       |
| 19. August | Elisabeth Eichholz                   | deutsche Radsportlerin                                                                | 82    |       |
| 19. August | Edmund Hein                          | deutscher Politiker                                                                   | 82    |       |
| 19. August | Felix Huby                           | deutscher Journalist, Drehbuchautor und Schriftsteller                                | 83    |       |
| 19. August | Tekla Juniewicz                      | polnische Supercentenarian                                                            | 116   |       |
| 19. August | Ted Kirkpatrick                      | US-amerikanischer Schlagzeuger                                                        | 62    |       |
| 19. August | Mildred Kornman                      | US-amerikanische Schauspielerin und Model                                             | 97    |       |
| 19. August | Kees de Kort                         | niederländischer Maler, Designer und Illustrator                                      | 87    |       |
| 19. August | Jorge Luis Lona                      | argentinischer Bischof                                                                | 86    |       |
| 19. August | Michael Malone                       | US-amerikanischer Schriftsteller und Drehbuchautor                                    | 79    |       |
| 19. August | Dan Miller                           | US-amerikanischer Jazz-Trompeter und Musikdozent                                      | 53    |       |
| 19. August | Yvon Morvan                          | französischer Sänger                                                                  | 87    |       |
| 19. August | Egon Pajenk                          | österreichischer Fußballspieler                                                       | 72    |       |
| 19. August | Jampa Losang Panglung                | tibetischer Geistlicher                                                               | 82    | [ 1 ] |
| 19. August | Riddick Parker                       | US-amerikanischer American-Football-Spieler                                           | 49    |       |
| 19. August | Erich Pawlu                          | deutscher Autor                                                                       | 88    |       |
| 19. August | Dietmar Peil                         | deutscher Germanist                                                                   | 79    |       |
| 19. August | Rudolf Priemer                       | deutscher Heimatforscher                                                              | 83    |       |
| 19. August | Hermann Reichl                       | österreichischer Politiker                                                            | 85    |       |
| 19. August | Heimo Steps                          | österreichischer Kunst- und Kulturförderer                                            | 76    |       |
| 19. August | Hubert Vornholt                      | deutscher Springreiter, Pferdezüchter und -trainer                                    | 70    |       |
| 19. August | Gerd Zietlow                         | deutscher Schauspieler und Theaterregisseur                                           | 68    |       |
| 18. August | Johnny Chaves                        | costa-ricanischer Fußballtrainer                                                      | 61    |       |
| 18. August | Ermano De Col                        | italienischer Politiker                                                               | 79    |       |
| 18. August | Hadrawi                              | somalischer Dichter und Aktivist                                                      | 79    |       |
| 18. August | Rolf Kühn                            | deutscher Klarinettist, Komponist und Bandleader                                      | 92    |       |
| 18. August | István Liptay                        | ungarischer Basketballspieler                                                         | 87    |       |
| 18. August | Robert Q. Lovett                     | US-amerikanischer Filmeditor                                                          | 95    |       |
| 18. August | Sombat Metanee                       | thailändischer Schauspieler und Politiker                                             | 85    |       |
| 18. August | Stéphane Metin                       | französischer Musiker                                                                 | 47    |       |
| 18. August | Michael Mitterauer                   | österreichischer Wirtschafts- und Sozialhistoriker                                    | 85    |       |
| 18. August | Herbert Mullin                       | US-amerikanischer Serienmörder                                                        | 75    |       |
| 18. August | Tom Palmer Sr.                       | US-amerikanischer Comickünstler                                                       | 81    |       |
| 18. August | Virginia Patton                      | US-amerikanische Schauspielerin                                                       | 97    |       |
| 18. August | John Powell                          | US-amerikanischer Leichtathlet                                                        | 75    |       |
| 18. August | Peter Rieß                           | deutscher Jurist                                                                      | 90    |       |
| 18. August | Werner Röcke                         | deutscher Literaturwissenschaftler und Mediävist                                      | 78    |       |
| 18. August | Hilde Roth                           | deutsche Schneidermeisterin und Designerin                                            | 96    |       |
| 18. August | Søren Skov                           | dänischer Fußballspieler                                                              | 68    |       |
| 18. August | Richard Stöbener                     | deutscher Fotograf                                                                    | 91    |       |
| 18. August | Pierre Taberna                       | französischer Ringer und -funktionär                                                  | 78    |       |
| 18. August | Josephine Tewson                     | britische Schauspielerin                                                              | 91    |       |
| 18. August | Bruno Walrave                        | niederländischer Schrittmacher                                                        | 83    |       |
| 17. August | Betty Brown Casey                    | US-amerikanische Philanthropin                                                        | 95    |       |
| 17. August | Bodo Baschek                         | deutscher Astronom                                                                    | 87    |       |
| 17. August | Yvan Buravan                         | ruandischer Sänger                                                                    | 27    |       |
| 17. August | Chen Man Hin                         | malaysischer Politiker                                                                | 97    |       |
| 17. August | Toby Curtis                          | neuseeländischer Pädagoge und Māori-Führer                                            | 82    |       |
| 17. August | Mabel DeWare                         | kanadische Politikerin und Curlingspielerin                                           | 96    |       |
| 17. August | Hellmut Flashar                      | deutscher Klassischer Philologe                                                       | 92    |       |
| 17. August | Niccolo Ghedini                      | italienischer Rechtsanwalt und Politiker                                              | 62    |       |
| 17. August | Ursula Heilig                        | deutsche Holocaustüberlebende                                                         | 85    |       |
| 17. August | Karlheinz Kleinstück                 | deutscher Physiker                                                                    | 92    |       |
| 17. August | Jack H. McDonald                     | US-amerikanischer Politiker                                                           | 90    |       |
| 17. August | Rita Ndzanga                         | südafrikanische Anti-Apartheid-Aktivistin und Gewerkschafterin                        | 88    |       |
| 17. August | Frank Peters                         | deutscher Jurist und Hochschullehrer                                                  | 79    |       |
| 17. August | Rick Reed                            | US-amerikanischer Medienstratege und Politikberater                                   | 69    |       |
| 17. August | Ralf Schenk                          | deutscher Filmjournalist und -publizist                                               | 66    |       |
| 17. August | Wingolf Scherer                      | deutscher Militär, Lehrer und Autor                                                   | 98    |       |
| 17. August | Ira Schneider                        | US-amerikanischer Künstler und Fotograf                                               | 83    |       |
| 17. August | Ekkehart Stark                       | deutscher Maler und Grafiker                                                          | 75    |       |
| 17. August | Paul Tschümperlin                    | Schweizer Jurist                                                                      | 66    |       |
| 16. August | Karl-Heinz Artmann                   | deutscher Fußballspieler                                                              | 77    |       |
| 16. August | Frank Crowley                        | irischer Politiker (Fine Gael)                                                        | 83    |       |
| 16. August | Kal David                            | US-amerikanischer Gitarrist, Sänger und Songwriter                                    | 79    |       |
| 16. August | Joseph Delaney                       | britischer Schriftsteller                                                             | 77    |       |
| 16. August | Robert Finn                          | US-amerikanischer Mathematiker                                                        | 100   |       |
| 16. August | Harald Fritzsch                      | deutscher Physiker                                                                    | 79    |       |
| 16. August | Mark Girouard                        | britischer Architekturhistoriker                                                      | 90    |       |
| 16. August | Nedumbram Gopi                       | indischer Schauspieler                                                                | 85    |       |
| 16. August | Eva-Maria Hagen                      | deutsche Schauspielerin, Synchronsprecherin, Sängerin, Malerin und Autorin            | 87    |       |
| 16. August | Hans H. Hattemer                     | deutscher Forstwissenschaftler und Genetiker                                          | 87    |       |
| 16. August | Georges Keller                       | Schweizer Physiker und Manager                                                        | 92    |       |
| 16. August | Joanne Koch                          | US-amerikanische Filmklubleiterin                                                     | 92    |       |
| 16. August | Jerry P. Lanier                      | US-amerikanischer Botschafter                                                         | 70    |       |
| 16. August | Matti Lehtinen                       | finnischer Opernsänger                                                                | 100   |       |
| 16. August | Francis Linel                        | französischer Schauspieler, Sänger, Tänzer und Zeitungsredakteur                      | 94    |       |
| 16. August | Clemente Montaña                     | chilenischer Politiker                                                                | 82    |       |
| 16. August | Domenico Pace                        | italienischer Fechter                                                                 | 98    |       |
| 16. August | Hans Peterson                        | schwedischer Schriftsteller                                                           | 99    |       |
| 16. August | Odd Reinsfelt                        | norwegischer Politiker                                                                | 80    |       |
| 16. August | Douglas Ross                         | US-amerikanischer Eishockeyspieler                                                    | 70    |       |
| 16. August | Hansjürgen Schmidt                   | deutscher Komponist                                                                   | 86    |       |
| 16. August | Erwin Siekmann                       | deutscher Politiker                                                                   | 86    |       |
| 16. August | Subhash Singh                        | indischer Politiker                                                                   | 59    |       |
| 16. August | Wiktor Sosulin                       | russischer Schauspieler                                                               | 79    |       |
| 16. August | Roland Unger                         | deutscher Kunstpädagoge und Maler                                                     | 80    |       |
| 16. August | Aydın Yelken                         | türkischer Fußballspieler                                                             | 83    |       |
| 15. August | Rudolf Becker                        | deutscher Unternehmer                                                                 | 85    |       |
| 15. August | Frederick Buechner                   | US-amerikanischer Schriftsteller und Theologe                                         | 96    |       |
| 15. August | Mike Burrows                         | britischer Fahrraddesigner                                                            | 79    |       |
| 15. August | Pete Carril                          | US-amerikanischer Basketballtrainer                                                   | 92    |       |
| 15. August | Santiago del Cura Elena              | spanischer Theologe                                                                   | 74    |       |
| 15. August | Richard Dujardin                     | US-amerikanischer Journalist                                                          | 77    |       |
| 15. August | Arne Eggum                           | norwegischer Kunsthistoriker                                                          | 85    |       |
| 15. August | Steve Grimmett                       | britischer Sänger                                                                     | 62    |       |
| 15. August | Willy Hochkeppel                     | deutscher Philosoph und Publizist                                                     | 94    |       |
| 15. August | André Hugel                          | französischer Winzer                                                                  | 92    |       |
| 15. August | Ioane King                           | neuseeländischer Schauspieler                                                         | 49    |       |
| 15. August | Andrew J. Maloney                    | US-amerikanischer Staatsanwalt                                                        | 90    |       |
| 15. August | Alberto Roemmers                     | argentinischer Unternehmer                                                            | 95    |       |
| 15. August | Sasamoto Tsuneko                     | japanische Fotografin                                                                 | 107   |       |
| 15. August | Adolf Schandl                        | österreichischer Geiselnehmer                                                         |       |       |
| 15. August | Karl Senne                           | deutscher Sportjournalist und Fernsehmoderator                                        | 87    |       |
| 15. August | Zygmunt Swistak                      | polnisch-australischer Zwangsarbeiter und KZ-Überlebender                             | 98    |       |
| 15. August | Lance Taylor                         | US-amerikanischer Wirtschaftswissenschaftler                                          | 82    |       |
| 15. August | Ursula Wiesemann                     | deutsche Missionarin und Linguistin                                                   | 90    |       |
| 15. August | Rajmund Zieliński                    | polnischer Radrennfahrer                                                              | 81    |       |
| 14. August | Till Büthe                           | deutscher Schauspieler und Theaterintendant                                           | 71    |       |
| 14. August | Patrick Chamunda                     | sambischer Manager und Sportfunktionär                                                | 77    |       |
| 14. August | Nina Garsoïan                        | armenische Historikerin                                                               | 99    |       |
| 14. August | Yosiwo George                        | mikronesischer Politiker                                                              | 81    |       |
| 14. August | Stefan Gierowski                     | polnischer Maler                                                                      | 97    |       |
| 14. August | Déwé Gorodey                         | neukaledonische Lehrerin, Schriftstellerin, Aktivistin und Politikerin                | 73    |       |
| 14. August | Rakesh Jhunjhunwala                  | indischer Unternehmer, Aktienhändler und Investor                                     | 62    |       |
| 14. August | Andreas Kalckhoff                    | deutscher Historiker und Publizist                                                    | 77    |       |
| 14. August | Reinhard Kamitz                      | österreichischer Philosoph                                                            | 83    |       |
| 14. August | Ludovit Karpil                       | slowakischer Basketballtrainer                                                        | 83    |       |
| 14. August | Manuel Kiper                         | deutscher Biologe und Politiker                                                       | 73    |       |
| 14. August | Ambrose Lee                          | Hongkong-chinesischer Politiker                                                       | 73    |       |
| 14. August | Vinayak Mete                         | indischer Politiker                                                                   | 52    |       |
| 14. August | Marshall Napier                      | neuseeländischer Schauspieler                                                         | 70    |       |
| 14. August | Kurt Pawlik                          | österreichischer Psychologe                                                           | 88    |       |
| 14. August | Zvika Pick                           | israelischer Popsänger und -komponist                                                 | 72    |       |
| 14. August | Dan Rapoport                         | lettisch-US-amerikanischer Unternehmer und Investor                                   | 52    |       |
| 14. August | Peter-Jürgen Rau                     | deutscher Politiker                                                                   | 85    |       |
| 14. August | Nafis Sadik                          | pakistanische Diplomatin                                                              | 92    |       |
| 14. August | Butch Thompson                       | US-amerikanischer Jazzpianist                                                         | 78    |       |
| 14. August | Dmitri Wrubel                        | russischer Maler                                                                      | 62    |       |
| 13. August | Ihsan Al-Mounzer                     | libanesischer Komponist und Musikproduzent                                            | 75    |       |
| 13. August | Piero Angela                         | italienischer Wissenschaftsjournalist                                                 | 93    |       |
| 13. August | Jean Baechler                        | französischer Historiker, Soziologe und Philosoph                                     | 85    |       |
| 13. August | Rodolfo Bebán                        | argentinischer Schauspieler und Theaterregisseur                                      | 84    |       |
| 13. August | Rossana Di Lorenzo                   | italienische Schauspielerin                                                           | 84    |       |
| 13. August | Jan Eickelberg                       | deutscher Jurist                                                                      | 49    |       |
| 13. August | Robyn Griggs                         | US-amerikanische Schauspielerin                                                       | 49    |       |
| 13. August | Ingrid Haller                        | deutsche Pädagogin und Hochschullehrerin                                              | 87    |       |
| 13. August | Anshu Jain                           | britischer Bankmanager                                                                | 59    |       |
| 13. August | Ekaterina Jossifowa                  | bulgarische Autorin und Übersetzerin                                                  | 81    |       |
| 13. August | David Kay                            | US-amerikanischer Politikwissenschaftler und Waffeninspekteur                         | 82    |       |
| 13. August | Lothar Lauterbach                    | deutscher Miniaturschnitzer und Umweltschützer                                        | 93    |       |
| 13. August | Antonino Orrù                        | italienischer Bischof                                                                 | 94    |       |
| 13. August | Inse-Marie Ortgies                   | deutsche Politikerin                                                                  | 78    |       |
| 13. August | Mojmír Petráň                        | tschechoslowakischer bzw. tschechischer Widerstandskämpfer, Mediziner und Erfinder    | 99    |       |
| 13. August | Antoine Poncet                       | französisch-Schweizer Bildhauer                                                       | 94    |       |
| 13. August | Iván Rodríguez                       | puerto-ricanischer Leichtathlet                                                       | 85    |       |
| 13. August | Ângelo Domingos Salvador             | brasilianischer Bischof                                                               | 90    |       |
| 13. August | Heinz Schneider                      | deutscher Diabetologe und Medizinhistoriker                                           | 88    |       |
| 13. August | Steen Spore                          | dänischer Beamter, Reichsombudsmann in Grönland                                       | 84    |       |
| 13. August | John Train                           | US-amerikanischer Anlageberater und Autor                                             | 94    |       |
| 12. August | Tim P. Barnett                       | US-amerikanischer Geophysiker                                                         | 83    |       |
| 12. August | Arturo Fernández Renowitzky          | kolumbianischer Unternehmer, Ökonom und Verleger                                      | 88    |       |
| 12. August | Claudio Garella                      | italienischer Fußballspieler                                                          | 67    |       |
| 12. August | Ignacio Gutiérrez Zaldívar           | argentinischer Rechtsanwalt, Notar, Schriftsteller, Sammler und Kunsthändler          | 70    |       |
| 12. August | Volker Helas                         | deutscher Kunsthistoriker                                                             | 80    |       |
| 12. August | Ulfert Herlyn                        | deutscher Stadtsoziologe                                                              | 86    |       |
| 12. August | Darija Hussjak                       | ukrainische politische Aktivistin                                                     | 98    |       |
| 12. August | Aharon Jadlin                        | israelischer Pädagoge und Politiker                                                   | 96    |       |
| 12. August | Eino Kalpala                         | finnischer Skirennläufer                                                              | 96    |       |
| 12. August | Sándor Károlyi                       | ungarisch-deutscher Geiger, Konzertmeister und Hochschullehrer                        | 90    |       |
| 12. August | Eberhard Kirchberg                   | deutscher Mathematiker                                                                | 76    |       |
| 12. August | Natalia LL                           | polnische Künstlerin                                                                  | 85    |       |
| 12. August | Adèle Milloz                         | französische Skibergsteigerin                                                         | 26    |       |
| 12. August | Karl Oppermann                       | deutscher Maler                                                                       | 91    |       |
| 12. August | Marta Palau Bosch                    | spanisch-mexikanische Bildhauerin, Malerin und Weberin                                | 88    |       |
| 12. August | Wolfgang Petersen                    | deutscher Filmregisseur, -produzent und Drehbuchautor                                 | 81    |       |
| 12. August | Ursula von Petz                      | deutsche Stadtplanerin und Hochschullehrerin                                          | 82    |       |
| 12. August | Leopold Prucha                       | österreichischer Politiker                                                            | 88    |       |
| 12. August | Dorli Rainey                         | US-amerikanische Aktivistin                                                           | 95    |       |
| 12. August | Teddy Ray                            | US-amerikanischer Schauspieler und Komiker                                            | 32    |       |
| 12. August | Johann Scheiblhofer                  | österreichischer Winzer                                                               | 73    |       |
| 12. August | Wjatscheslaw Semenow                 | sowjetischer Fußballspieler                                                           | 74    |       |
| 12. August | Virginia Spate                       | australische Kunsthistorikerin und Hochschullehrerin                                  |       |       |
| 12. August | Stanley Turkel                       | US-amerikanischer Hotelmanager, -berater, Historiker und Autor                        | 96    |       |
| 12. August | Lewis Zeigler                        | liberianischer Erzbischof                                                             | 78    |       |
| 11. August | Hermann Adrian                       | deutscher Physiker                                                                    | 73    |       |
| 11. August | Michael Badnarik                     | US-amerikanischer Software-Ingenieur und Politiker                                    | 68    |       |
| 11. August | Kaplan Burović                       | Schweizer Autor, Journalist und Albanologe                                            | 88    |       |
| 11. August | Darius Campbell Danesh               | britischer Sänger, Songwriter und Musicaldarsteller                                   | 41    |       |
| 11. August | Tito Cruz                            | puerto-ricanischer Sänger                                                             | 73    |       |
| 11. August | Joy Billington Doty                  | britisch-US-amerikanische Journalistin                                                | 91    |       |
| 11. August | Rolf Eden                            | deutscher Nachtclubbesitzer                                                           | 92    |       |
| 11. August | Marvin Falcon                        | US-amerikanischer Gitarrist                                                           | 86    |       |
| 11. August | Udo Fiebig                           | deutscher Theologe und Politiker                                                      | 87    |       |
| 11. August | Paul Gregory Green                   | australischer Rugbyspieler und -trainer                                               | 49    |       |
| 11. August | Anne Heche                           | US-amerikanische Schauspielerin                                                       | 53    |       |
| 11. August | Kurt Lenk                            | deutscher Politologe                                                                  | 93    |       |
| 11. August | Winfried Löffler                     | deutscher Politiker                                                                   | 92    |       |
| 11. August | Hana Mazi Jamnik                     | slowenische Skilangläuferin                                                           | 19    |       |
| 11. August | Mori Hanae                           | japanische Modedesignerin                                                             | 96    |       |
| 11. August | Juri Mitew                           | bulgarischer Biathlet                                                                 | 64    |       |
| 11. August | Manuel Ojeda                         | mexikanischer Schauspieler                                                            | 81    |       |
| 11. August | Cecile Pineda                        | US-amerikanische Schriftstellerin                                                     | 89    |       |
| 11. August | Bill Pitman                          | US-amerikanischer Gitarrist                                                           | 102   |       |
| 11. August | Rudolf Prinz                         | österreichischer Politiker                                                            | 75    |       |
| 11. August | Jean-Jacques Sempé                   | französischer Zeichner und Karikaturist                                               | 89    |       |
| 11. August | Rosária da Silva                     | angolanische Schriftstellerin                                                         | 63    |       |
| 11. August | Morgan Taylor                        | US-amerikanischer Comiczeichner und Kinderunterhalter                                 | 52    |       |
| 11. August | David Tomassoni                      | US-amerikanisch-italienischer Eishockeyspieler und Politiker                          | 69    |       |
| 11. August | Jürgen Thumann                       | deutscher Unternehmer und Verbandsfunktionär                                          | 80    |       |
| 10. August | Ray Carless                          | britischer Jazzmusiker                                                                | ≈68   |       |
| 10. August | Fernando Chalana                     | portugiesischer Fußballspieler und -trainer                                           | 63    |       |
| 10. August | Lydia de Vega                        | philippinische Leichtathletin                                                         | 57    |       |
| 10. August | John L. Eastman                      | US-amerikanischer Rechtsanwalt                                                        | 83    |       |
| 10. August | Huschang Ebtehadsch                  | iranischer Schriftsteller                                                             | 94    |       |
| 10. August | Hans Hablitzel                       | deutscher Verwaltungsjurist und Rechtswissenschaftler                                 | 77    |       |
| 10. August | Ralph Halpern                        | britischer Unternehmer                                                                | 83    |       |
| 10. August | Vesa-Matti Loiri                     | finnischer Schauspieler, Musiker und Kabarettist                                      | 77    |       |
| 10. August | Eino Oksanen                         | finnischer Leichtathlet                                                               | 91    |       |
| 10. August | Yi-Fu Tuan                           | chinesisch-US-amerikanischer Geograph                                                 | 91    |       |
| 10. August | Karina Vismara                       | argentinische Folk-Sängerin und -Komponistin                                          | 31    |       |
| 10. August | Abdul Wadud                          | US-amerikanischer Cellist                                                             | 75    |       |
| 9. August  | Heinz Behrens                        | deutscher Schauspieler                                                                | 89    |       |
| 9. August  | Raymond Briggs                       | britischer Illustrator und Autor                                                      | 88    |       |
| 9. August  | Ingemar Erlandsson                   | schwedischer Fußballspieler und -funktionär                                           | 64    |       |
| 9. August  | Nicholas Evans                       | britischer Journalist und Schriftsteller                                              | 72    |       |
| 9. August  | Mario Fiorentini                     | italienischer Antifaschist, Widerstandskämpfer und Weltkriegsveteran                  | 103   |       |
| 9. August  | Della Griffin                        | US-amerikanische Sängerin und Schlagzeugerin                                          | 97    |       |
| 9. August  | Zoltán Halász                        | ungarischer Radrennfahrer                                                             | 62    |       |
| 9. August  | Willi O. Hoffmann                    | deutscher Fußballfunktionär                                                           | 92    |       |
| 9. August  | Paul Humphreys                       | britisch-US-amerikanischer Philosoph                                                  | 72    |       |
| 9. August  | Wilfried Koch                        | deutscher Maler, Kunsthistoriker, Grafiker, Lehrer, Bildhauer, Musiker und Belletrist | 93    |       |
| 9. August  | Josef Kopperschmidt                  | deutscher Geisteswissenschaftler                                                      | 84    |       |
| 9. August  | Gene LeBell                          | US-amerikanischer Judoka, Wrestler und Stuntman                                       | 89    |       |
| 9. August  | Don Edward Machholz                  | US-amerikanischer Amateurastronom                                                     | 69    |       |
| 9. August  | Mario Minieri                        | italienischerRadrennfahrer                                                            | 84    |       |
| 9. August  | Nikolai Sljunkow                     | belarussischer bzw. sowjetischer Wirtschaftsfachmann und Politiker                    | 93    |       |
| 9. August  | Miles Warren                         | neuseeländischer Architekt                                                            | 93    |       |
| 8. August  | Paul Brandenburg                     | deutscher Bildhauer                                                                   | 91    |       |
| 8. August  | Max Bollwage                         | deutscher Grafikdesigner, Schriftsetzer, Kalligraf, Lehrer und Autor                  | 91    |       |
| 8. August  | Gustav Burosch                       | deutscher Mathematiker und Hochschullehrer                                            | 83    |       |
| 8. August  | Heinz Butz                           | deutscher Maler und Zeichner                                                          | 96    |       |
| 8. August  | John M. Cooper                       | US-amerikanischer Philosoph                                                           | 82    |       |
| 8. August  | Lamont Dozier                        | US-amerikanischer Songwriter                                                          | 81    |       |
| 8. August  | Julián Estrada                       | kolumbianischer Koch, Anthropologe und Journalist                                     | ?     |       |
| 8. August  | Armando Gostanián                    | argentinischer Unternehmer                                                            | 88    |       |
| 8. August  | Ansgar Häußling                      | deutscher Philosoph und Physiker                                                      | 86    |       |
| 8. August  | Darryl Hunt                          | britischer Musiker und Songwriter                                                     | 72    |       |
| 8. August  | Walter Hunziker                      | schweizerisch-US-amerikanischer Architekt und Stadtplaner                             | 93    |       |
| 8. August  | Per Jansen                           | norwegischer Schauspieler                                                             | 80    |       |
| 8. August  | Eckhard Momberger                    | deutscher Versicherungsjurist und Landrat                                             | 85    |       |
| 8. August  | Olivia Newton-John                   | britisch-australische Sängerin und Schauspielerin                                     | 73    |       |
| 8. August  | Zofia Posmysz                        | polnische Widerstandskämpferin, KZ-Überlebende, Redakteurin und Autorin               | 98    |       |
| 8. August  | Larry Rachleff                       | US-amerikanischer Dirigent und Musikpädagoge                                          | 67    |       |
| 8. August  | Fritz Roth                           | deutscher Schauspieler und Musiker                                                    | 67    |       |
| 8. August  | Franz Schötz                         | deutscher Botaniker                                                                   | 101   |       |
| 8. August  | Jozef Tomko                          | slowakischer Kardinal                                                                 | 98    |       |
| 7. August  | Ezekiel Alebua                       | salomonischer Politiker                                                               | 75    |       |
| 7. August  | Biyi Bandele                         | nigerianischer Schriftsteller                                                         | 54    |       |
| 7. August  | Ernesto Cavour                       | bolivianischer Charango-Spieler, Sänger, Instrumentenbauer und Autor                  | 82    |       |
| 7. August  | Carl Croneberg                       | US-amerikanischer Gehörlosenlinguist                                                  | 92    |       |
| 7. August  | Johannes Degen                       | deutscher evangelischer Theologe                                                      | 80    |       |
| 7. August  | Elana Dykewomon                      | US-amerikanische Schriftstellerin                                                     | 72    |       |
| 7. August  | Bert Fields                          | US-amerikanischer Rechtsanwalt                                                        | 93    |       |
| 7. August  | Anatoli Filiptschenko                | sowjetischer Kosmonaut                                                                | 94    |       |
| 7. August  | Raúl Garrido                         | kolumbianischer Komponist                                                             | 79    |       |
| 7. August  | Bill Graham                          | kanadischer Politiker                                                                 | 83    |       |
| 7. August  | Alain Howiller                       | französischer Journalist                                                              | 83    |       |
| 7. August  | Gerd Kaminski                        | österreichischer Rechtswissenschaftler und Sinologe                                   | 79    |       |
| 7. August  | Alexander Karin                      | deutscher Militär                                                                     | 97    |       |
| 7. August  | Omar Khalid Khorasani                | pakistanischer Terrorist                                                              | 45    |       |
| 7. August  | Wolfgang Klose                       | deutscher Physiker, Hochschullehrer und Experte für japanische Kunstgeschichte        | 92    |       |
| 7. August  | Leandro Lo                           | brasilianischer Kampfsportler                                                         | 33    |       |
| 7. August  | Marilyn Loden                        | US-amerikanische Feministin und Sachbuchautorin                                       | 76    |       |
| 7. August  | Marco Mattoli                        | brasilianischer Sänger, Gitarrist, Komponist und Produzent                            | 57    |       |
| 7. August  | David McCullough                     | US-amerikanischer Historiker, Biograf und Erzähler                                    | 89    |       |
| 7. August  | Robert Moskal                        | US-amerikanischer Bischof                                                             | 84    |       |
| 7. August  | Roger E. Mosley                      | US-amerikanischer Schauspieler                                                        | 83    |       |
| 7. August  | Aranza Peña                          | mexikanische Schauspielerin                                                           | 25    |       |
| 7. August  | Françoise Pitteloud                  | Schweizer Politikerin                                                                 | 71    |       |
| 6. August  | Carlo Bonomi                         | italienischer Synchronsprecher und Clown                                              | 85    |       |
| 6. August  | Eike Christian Hirsch                | deutscher Journalist und Schriftsteller                                               | 85    |       |
| 6. August  | Juhani Kakkuri                       | finnischer Geodät                                                                     | 88    |       |
| 6. August  | Lothar Knessl                        | österreichischer Musikjournalist, Komponist und Kurator                               | 95    |       |
| 6. August  | Buddy Leach                          | US-amerikanischer Politiker                                                           | 88    |       |
| 6. August  | John Mulhall                         | britischer Turner                                                                     | 83    |       |
| 6. August  | Émile Robert                         | französischer Fußballspieler                                                          | 101   |       |
| 6. August  | Simona Sandulescu                    | rumänische Sängerin und Organistin                                                    | 43    |       |
| 6. August  | Erich Schönbächler                   | Schweizer Biathlet                                                                    | 86    |       |
| 6. August  | Koru Tito                            | kiribatischer Geistlicher                                                             | 61    |       |
| 6. August  | Joaquim de Jesus Vieira              | portugiesischer Ringer                                                                | 76    |       |
| 6. August  | Max Weber                            | deutscher Politiker                                                                   | 91    |       |
| 6. August  | John Walter Yanta                    | US-amerikanischer Bischof                                                             | 90    |       |
| 6. August  | Kurt Zein                            | Kunstdrucker aus Wien                                                                 | 76    |       |
| 5. August  | Ana Luísa Amaral                     | portugiesische Dichterin, Literaturwissenschaftlerin und Übersetzerin                 | 66    |       |
| 5. August  | Johanna Anderka                      | deutsche Schriftstellerin und Lyrikerin                                               | 89    |       |
| 5. August  | Vito Annicchiarico                   | italienischer Schauspieler                                                            | 88    |       |
| 5. August  | Hans R. Beierlein                    | deutscher Journalist, Medienmanager und Musikverleger                                 | 93    |       |
| 5. August  | Diego Bertie                         | peruanischer Schauspieler und Sänger                                                  | 54    |       |
| 5. August  | Jean-Jacques Cassiman                | belgischer Genetiker                                                                  | 79    |       |
| 5. August  | Reginald Michael Cawcutt             | südafrikanischer Bischof                                                              | 83    |       |
| 5. August  | Judith Durham                        | australische Musikerin                                                                | 79    |       |
| 5. August  | Clu Gulager                          | US-amerikanischer Schauspieler                                                        | 93    |       |
| 5. August  | Ali Haidar                           | syrischer Offizier                                                                    | 90    |       |
| 5. August  | Rudolf Knez                          | jugoslawischer Eishockeyspieler                                                       | 78    |       |
| 5. August  | Felix Kolmer                         | tschechischer Physiker und Holocaustüberlebender                                      | 100   |       |
| 5. August  | Harald Landefeld                     | deutscher Sportjournalist                                                             | 96    |       |
| 5. August  | Mike Lang                            | US-amerikanischer Jazz- und Studiomusiker                                             | 80    |       |
| 5. August  | Bob Lay                              | australischer Leichtathlet                                                            | 78    |       |
| 5. August  | Issey Miyake                         | japanischer Modedesigner                                                              | 84    |       |
| 5. August  | Reinhard Ohse                        | deutscher Kirchenmusiker und Komponist                                                | 91    |       |
| 5. August  | Aled Owen                            | walisischer Fußballspieler                                                            | 88    |       |
| 5. August  | Caroline Pauwels                     | belgische Kommunikationswissenschaftlerin und Universitätsrektorin                    | 58    |       |
| 5. August  | Richard Roat                         | US-amerikanischer Schauspieler                                                        | 89    |       |
| 5. August  | Albert Sachs                         | deutscher Mathematiker                                                                | 78    |       |
| 5. August  | Wolfgang Schikowski                  | deutscher Brigadegeneral                                                              | 84    |       |
| 5. August  | Peter Schowtka                       | deutscher Politiker                                                                   | 77    |       |
| 5. August  | Rüdiger Schulzki                     | deutscher Schauspieler und Synchronsprecher                                           | 82    |       |
| 5. August  | Jô Soares                            | brasilianischer Autor, Schauspieler, Fernsehmoderator, Dramaturg und Theaterregisseur | 84    |       |
| 5. August  | Wilhelm Uhlig                        | deutscher Bildhauer                                                                   | 92    |       |
| 5. August  | Robert Zweiker                       | österreichischer Internist, Kardiologe und Intensivmediziner                          | 58    |       |
| 4. August  | Johannes Burkhardt                   | deutscher Historiker                                                                  | 77    |       |
| 4. August  | Neil Castles                         | US-amerikanischer Automobilrenn- und Stuntfahrer                                      | 88    |       |
| 4. August  | Nicole Cazauran                      | französische Romanistin und Literaturwissenschaftlerin                                | 91    |       |
| 4. August  | Sandy Dillon                         | US-amerikanische Sängerin und Songwriterin                                            | 62    |       |
| 4. August  | Rodger Doner                         | kanadischer Ringer                                                                    | 84    |       |
| 4. August  | Carl Ewen                            | deutscher Politiker und Verbandsfunktionär                                            | 91    |       |
| 4. August  | Johnny Famechon                      | australischer Boxer                                                                   | 77    |       |
| 4. August  | Sam Gooden                           | US-amerikanischer Soul- und R&B-Sänger                                                | 87    |       |
| 4. August  | Gert Grabbert                        | deutscher Ingenieur                                                                   | 82    |       |
| 4. August  | Wolfgang Haustein                    | deutscher Fußballspieler und -trainer                                                 | 80    |       |
| 4. August  | Carl Kabat                           | US-amerikanischer Geistlicher und Friedensaktivist                                    | 88    |       |
| 4. August  | Albert Longchamp                     | Schweizer Ordensgeistlicher, Schriftsteller und Journalist                            | 80    |       |
| 4. August  | Akin Mabogunje                       | nigerianischer Geograph                                                               | 90    |       |
| 4. August  | Margaret Maruani                     | französische Soziologin                                                               | 68    |       |
| 4. August  | Abdelkader Moukhtatif                | marokkanischer Fußballspieler                                                         | 88    |       |
| 4. August  | Otto Rausch                          | deutscher Architekt                                                                   | 93    |       |
| 4. August  | Adriana Roel                         | mexikanische Schauspielerin                                                           | 88    |       |
| 4. August  | Günter Schmid                        | deutscher Chemiker                                                                    | 85    |       |
| 4. August  | Gerald Thurner                       | deutscher Bauingenieur und Hochschullehrer                                            | 91    |       |
| 4. August  | Michael Ungethüm                     | deutscher Medizintechniker                                                            | 78    |       |
| 4. August  | Robert Walmsley                      | britischer Vizeadmiral und Industriemanager                                           | 81    |       |
| 4. August  | Albert Woodfox                       | US-amerikanischer Gefängnisinsasse und Autor                                          | 75    |       |
| 4. August  | Albert Ziegler                       | Schweizer Theologe, Ethiker und Autor                                                 | 95    |       |
| 3. August  | Hubert L. Barnes                     | US-amerikanischer Geochemiker                                                         | 94    |       |
| 3. August  | Nerijus Bilevičius                   | litauischer Mörder                                                                    | 42    |       |
| 3. August  | Terry Caffery                        | kanadischer Eishockeyspieler                                                          | 73    |       |
| 3. August  | Mithilesh Chaturvedi                 | indischer Schauspieler                                                                | 67    |       |
| 3. August  | Raymond Damadian                     | US-amerikanischer Mediziner                                                           | 86    |       |
| 3. August  | Roy Hackett                          | jamaikanisch-britischer Aktivist                                                      | 93    |       |
| 3. August  | Imdaad Hamid                         | indonesischer Politiker                                                               | 78    |       |
| 3. August  | John Michael Herndon                 | US-amerikanischer Schauspieler                                                        | 67    |       |
| 3. August  | Ong Hock Eng                         | malaysischer Sportschütze                                                             | 88    |       |
| 3. August  | Rainer Kassing                       | deutscher Physiker                                                                    | 83    |       |
| 3. August  | Alastair Little                      | britischer Koch und Kochbuchautor                                                     | 72    |       |
| 3. August  | Janice Longone                       | US-amerikanische Historikerin und Kochbuchsammlerin                                   | 89    |       |
| 3. August  | Franz Marijnen                       | belgischer Regisseur und Theaterleiter                                                | 79    |       |
| 3. August  | William „Marty“ Martin               | US-amerikanischer Ophiologe                                                           | 80    |       |
| 3. August  | Ann McGuiness                        | US-amerikanische Spendensammlerin                                                     | 65    |       |
| 3. August  | Nicky Moore                          | britischer Metal-Sänger                                                               | 75    |       |
| 3. August  | Paul X. Rinn                         | US-amerikanischer Marineoffizier                                                      | 75    |       |
| 3. August  | Johann Georg Schaarschmidt           | deutscher Dirigent, Opernregisseur und Hochschulrektor                                | 90    |       |
| 3. August  | Villiam Vecchi                       | italienischer Fußballspieler und -trainer                                             | 73    |       |
| 3. August  | Jackie Walorski                      | US-amerikanische Politikerin                                                          | 58    |       |
| 2. August  | Melissa Bank                         | US-amerikanische Schriftstellerin                                                     | 61    |       |
| 2. August  | Alexander Batschilo                  | russischer Schriftsteller und Drehbuchautor                                           | 62    |       |
| 2. August  | Luis Augusto Castro Quiroga          | kolumbianischer Bischof                                                               | 80    |       |
| 2. August  | Robert Ehret                         | deutscher Bankmanager                                                                 | 97    |       |
| 2. August  | Axel Fenner                          | deutscher Pädiater und Hochschullehrer                                                | 87    |       |
| 2. August  | Sam Gannon                           | britischer Schauspieler                                                               | 31    |       |
| 2. August  | Friedrich-Wilhelm von Herrmann       | deutscher Philosoph                                                                   | 87    |       |
| 2. August  | Joo Don-sik                          | südkoreanischer Politiker                                                             | 85    |       |
| 2. August  | Michael Köhler                       | deutscher Rechtswissenschaftler                                                       | 77    |       |
| 2. August  | Lucien Kroll                         | belgischer Architekt                                                                  | 95    |       |
| 2. August  | Peter Marx                           | deutscher Rechtsextremist, Parteifunktionär und Politiker                             | 65    |       |
| 2. August  | Hans-Joachim Mascheck                | deutscher Physiker                                                                    | 98    |       |
| 2. August  | Adolfo Navajas Artaza                | argentinischer Politiker und Unternehmer                                              | 97    |       |
| 2. August  | Roland Omnès                         | französischer Theoretischer Physiker                                                  | 91    |       |
| 2. August  | Zbyszko Piwoński                     | polnischer Politiker                                                                  | 93    |       |
| 2. August  | Stavros Psycharis                    | griechischer Journalist und Politiker                                                 | 77    |       |
| 2. August  | Clayton Ruby                         | kanadischer Rechtsanwalt und Aktivist                                                 | 80    |       |
| 2. August  | Rüdiger Schmidtke                    | deutscher Boxer                                                                       | 79    |       |
| 2. August  | Vin Scully                           | US-amerikanischer Sportreporter                                                       | 94    |       |
| 2. August  | Rolf Steeb                           | deutscher Fußballspieler                                                              | 82    |       |
| 2. August  | Josef Wilfling                       | deutscher Kriminalbeamter und Autor                                                   | 75    |       |
| 1. August  | Lennart Back                         | schwedischer Leichtathlet                                                             | 89    |       |
| 1. August  | Horst Walter Blanke                  | deutscher Historiker                                                                  | 67    |       |
| 1. August  | Carlos Blixen                        | uruguayischer Basketballspieler                                                       | 85    |       |
| 1. August  | Herbert Bode                         | deutscher Chemiker, Ingenieur und Autor                                               | 86    |       |
| 1. August  | Georg Buck                           | deutscher Fußballspieler                                                              | 89    |       |
| 1. August  | Rosa de Castilla                     | mexikanische Sängerin und Schauspielerin                                              | 90    |       |
| 1. August  | Charles Crofford Dockery             | US-amerikanischer Unternehmer                                                         | 89    |       |
| 1. August  | Loek den Edel                        | niederländischer Fußballspieler                                                       | 88    |       |
| 1. August  | Paul Eenhoorn                        | australisch-US-amerikanischer Schauspieler                                            | 73    |       |
| 1. August  | Uta Falter-Baumgarten                | deutsche Bildhauerin und Keramikerin                                                  | 98    |       |
| 1. August  | Hugo Fernández                       | uruguayischer Fußballspieler und -trainer                                             | 77    |       |
| 1. August  | Teresa Ferenc                        | polnische Dichterin                                                                   | 88    |       |
| 1. August  | Michail Golowatow                    | sowjetischer bzw. russischer Armeeoffizier und Geheimdienstler                        | 72    |       |
| 1. August  | John Hughes                          | schottischer Fußballspieler                                                           | 79    |       |
| 1. August  | Heiko Janssen                        | deutscher Kirchenfunktionär                                                           | 83    |       |
| 1. August  | Anastassija Kobsarenko               | ukrainische Bibliothekarin                                                            | 88    |       |
| 1. August  | Mira Kolzowa                         | sowjetische Balletttänzerin                                                           | 83    |       |
| 1. August  | Björn R. Kommer                      | deutscher Kunsthistoriker                                                             | 80    |       |
| 1. August  | Concept Lapierre                     | französischer Hellseher und Mediziner                                                 | 91    |       |
| 1. August  | Anny Chantal Levasseur-Regourd       | französische Astronomin und Astrophysikerin                                           | 77    |       |
| 1. August  | Michael Marx                         | deutscher Musiker                                                                     | 66    |       |
| 1. August  | Cont Mhlanga                         | simbabwischer Dramatiker                                                              | 64    |       |
| 1. August  | Joseph Mondello                      | US-amerikanischer Politiker                                                           | 84    |       |
| 1. August  | Andrejs Rubins                       | lettischer Fußballspieler                                                             | 43    |       |
| 1. August  | Sarathi                              | indischer Schauspieler                                                                | 80    |       |
| 1. August  | Eckhard Schneider                    | deutscher Kunsthistoriker und Museumsleiter                                           | 78    |       |
| 1. August  | Gary Schroen                         | US-amerikanischer Geheimdienstler                                                     | 80    |       |
| 1. August  | Silvia Sigal                         | argentinische Soziologin, Wissenschaftlerin und Autorin                               | 82    |       |
| 1. August  | Pantur Silaban                       | indonesischer Physiker                                                                | 84    |       |
| 1. August  | Robert E. Simanek                    | US-amerikanischer Marinesoldat und Koreakriegveteran                                  | 92    |       |
| 1. August  | Artur Simon                          | deutscher Musikethnologe                                                              | 84    |       |
| 1. August  | Siegfried Suckut                     | deutscher Politikwissenschaftler und Historiker                                       | 77    |       |
| 1. August  | Lars Tate                            | US-amerikanischer American-Football-Spieler                                           | 56    |       |
| 1. August  | Pedro Vásquez Rossete                | kolumbianischer Fußballspieler                                                        | 79    |       |
| 1. August  | Karl Setzen                          | deutscher Soziologe                                                                   | 85    |       |
| 1. August  | Hans Weilbächer                      | deutscher Fußballspieler                                                              | 88    |       |

### Datum unbekannt
| Zeitangabe                         | Name                 | Beruf, bekannt als                                         | Alter | Beleg |
| ---------------------------------- | -------------------- | ---------------------------------------------------------- | ----- | ----- |
| Tod bekannt gegeben am 31. August  | Kadyr Baikenow       | kasachischer Politiker                                     | 77    |       |
| Tod bekannt gegeben am 31. August  | Francesco Manganelli | italienischer Politiker und Autor                          | 79    |       |
| Tod bekannt gegeben am 31. August  | Everett Martin       | US-amerikanischer Boxer                                    | 58    |       |
| Tod bekannt gegeben am 31. August  | Wiktor Zatwarski     | polnischer Sänger und Schauspieler                         | 86    |       |
| Tod bekannt gegeben am 30. August  | Gennaro Piccini      | italienischer Maler                                        | 89    |       |
| Tod bekannt gegeben am 30. August  | Stephen White        | US-amerikanischer American-Football-Spieler und Journalist | 48    |       |
| Tod bekannt gegeben am 29. August  | Tommy Carpenter      | britischer Fußballspieler                                  | 97    |       |
| Tod bekannt gegeben am 29. August  | Ron De Roode         | niederländischer Fußballspieler                            | 57    |       |
| Tod bekannt gegeben am 29. August  | Wladimir Gusew       | sowjetischer bzw. russischer Politiker                     | 90    |       |
| tot aufgefunden am 29. August      | Índio Tanaru         | brasilianischer Indigener                                  | ?     |       |
| Tod bekannt gegeben am 28. August  | Bicky Chakraborty    | indisch-schwedischer Unternehmer                           | 79    |       |
| Tod bekannt gegeben am 28. August  | Otis Loyd            | US-amerikanischer Basketballspieler und -trainer           | ≈72   |       |
| Tod bekannt gegeben am 28. August  | Ken Van Heekeren     | australischer Rugbyspieler                                 | ?     |       |
| 27. August oder 28. August         | Roger Giguère        | kanadischer Schauspieler, Puppenspieler und Sounddesigner  | 77    |       |
| Tod bekannt gegeben am 27. August  | Kenneth Foulkes      | englischer Rugbyspieler                                    | 78    |       |
| Tod bekannt gegeben am 26. August  | Jakob Creuzfeld      | deutscher Fotograf                                         | 42    |       |
| Tod bekannt gegeben am 26. August  | Nadia Topalova       | bulgarische Schauspielerin                                 | 86    |       |
| tot aufgefunden am 23. August      | Steven Hoffenberg    | US-amerikanischer Unternehmer und Betrüger                 | 77    |       |
| zwischen 20. August und 30. August | Luke Bell            | US-amerikanischer Countrymusiker                           | 32    |       |
| Tod bekannt gegeben am 19. August  | David Marsh          | britischer Golfspieler und Fußballfunktionär               | 88    |       |
| Tod bekannt gegeben am 18. August  | Milt Ramírez         | puerto-ricanischer Baseballspieler                         | 72    |       |
| Tod bekannt gegeben am 16. August  | David Smith          | australischer Beamter                                      | 89    |       |
| tot aufgefunden am 15. August      | Marion Campan        | französische Schauspielerin                                | 30    |       |
| Tod bekannt gegeben am 13. August  | Denise Dowse         | US-amerikanische Schauspielerin                            | 64    |       |
| Tod bekannt gegeben am 11. August  | Pat Liney            | schottischer Fußballspieler                                | 86    |       |
| Tod bekannt gegeben am 11. August  | Arnold Verruijt      | niederländischer Geotechniker                              | 82    |       |
| Tod bekannt gegeben am 10. August  | Dick Carter          | australischer Squashspieler                                | 83    |       |
| Tod bekannt gegeben am 10. August  | Salomón Lerner       | argentinischer Unternehmer                                 | 93    |       |
| Tod bekannt gegeben am 8. August   | Stephen Castles      | britisch-australischer Soziologe und Migrationsforscher    | 77    |       |
| Tod bekannt gegeben am 8. August   | María Lorenzutti     | argentinische Schauspielerin und Produzentin               | ≈59   |       |
| Tod bekannt gegeben am 7. August   | Rostislav Václavíček | tschechoslowakischer Fußballspieler                        | 75    |       |
| Tod bekannt gegeben am 6. August   | Helga Schmid         | deutsche Verwaltungsbeamtin                                | 73    |       |
| Tod bekannt gegeben am 3. August   | Adrian Thorne        | englischer Fußballspieler                                  | 84    |       |
| Tod bekannt gegeben am 1. August   | Georg E. Grimm       | deutscher Bassist                                          | 77    |       |
| August                             | Günter Parche        | deutscher Attentäter                                       | 68    |       |